# Challenge de France de baseball
Le Challenge de France est une compétition française de baseball créée en 2002 réunissant les équipes participant au Championnat de France de Division 1. 
Le vainqueur de cette compétition est qualifié pour la Coupe d'Europe de baseball. 

## Histoire
Le Challenge de France de baseball a été créé en 2002.
En 2002, l'épreuve se joue sous forme d'une série au meilleur des trois rencontres entre les deux meilleures équipes de la phase retour du Championnat de France de baseball. Rouen remporte la première édition 2-1 face au PUC. 
Dès 2003, l'épreuve évolue et rassemble toutes les équipes de la Division 1. L'objet du Challenge est de regrouper les meilleurs clubs français au même endroit dans une compétition au format coupe qualificative pour la Coupe d'Europe. 
Rouen est en tête du palmarès avec 9 titres suivi par Sénart et Savigny (2) puis Montpellier (1). La compétition n'a pas eu lieu en 2004 ni en 2010 et 2020.

## Formule
De 2003 à 2012, l'épreuve se dispute avec deux poules au format round robin suivies de demi-finales et finale.
Le format change en 2013. La phase de poule se déroule désormais au format double élimination modifié dans le but d'annuler les matchs sans enjeu et de rehausser l'intérêt de la compétition.
En 2015 la Fédération introduit le croisement des poules pour les demi-finales de la compétition.

## Palmarès
| Année        | Lieu                                      |                                                            | Vainqueur                                                               | Finaliste                               |
| ------------ | ----------------------------------------- | ---------------------------------------------------------- | ----------------------------------------------------------------------- | --------------------------------------- |
| 2002 Détails | Paris Rouen                               | Huskies de Rouen Rouen (Seine-Maritime)                    | Paris UC Paris                                                          |                                         |
| 2003 Détails | Saint-Aubin-de-Médoc Pessac               | Lions de Savigny Savigny-sur-Orge (Essonne)                | Huskies de Rouen Rouen (Seine-Maritime)                                 |                                         |
| 2004         | Pas d'édition                             |                                                            |                                                                         |                                         |
| 2005 Détails | Toulouse Boé-Bon-Encontre                 | Lions de Savigny (2) Savigny-sur-Orge (Essonne)            | Huskies de Rouen Rouen (Seine-Maritime)                                 |                                         |
| 2006 Détails | Rouen Bois-Guillaume                      | Barracudas de Montpellier Montpellier (Hérault)            | Lions de Savigny Savigny-sur-Orge (Essonne)                             |                                         |
| 2007 Détails | Saint-Aubin-de-Médoc Pineuilh             | Huskies de Rouen (2) Rouen (Seine-Maritime)                | Tigers de Toulouse Toulouse (Haute-Garonne)                             |                                         |
| 2008 Détails | Clermont-Ferrand Saint-Just-Saint-Rambert | Templiers de Sénart Savigny-le-Temple (Seine-et-Marne)     | Lions de Savigny Savigny-sur-Orge (Essonne)                             |                                         |
| 2009 Détails | Montpellier Beaucaire                     | Huskies de Rouen (3) Rouen (Seine-Maritime)                | Lions de Savigny Savigny-sur-Orge (Essonne)                             |                                         |
| 2010         | Pas d'édition                             |                                                            |                                                                         |                                         |
| 2011 Détails | Les Andelys Rouen                         | Huskies de Rouen (4) Rouen (Seine-Maritime)                | Lions de Savigny Savigny-sur-Orge (Essonne)                             |                                         |
| 2012 Détails | Sénart Montigny-le-Bretonneux             | Huskies de Rouen (5) Rouen (Seine-Maritime)                | Lions de Savigny Savigny-sur-Orge (Essonne)                             |                                         |
| 2013 Détails | Paris                                     | Huskies de Rouen (6) Rouen (Seine-Maritime)                | Templiers de Sénart Savigny-le-Temple (Seine-et-Marne)                  |                                         |
| 2014 Détails | Toulouse Boé-Bon-Encontre                 | Templiers de Sénart (2) Savigny-le-Temple (Seine-et-Marne) | Barracudas de Montpellier Montpellier (Hérault)                         |                                         |
| 2015 Détails | Chartres Montigny-le-Bretonneux           | Huskies de Rouen (7) Rouen (Seine-Maritime)                | Templiers de Sénart Savigny-le-Temple (Seine-et-Marne)                  |                                         |
| 2016 Détails | Sénart Paris                              | Huskies de Rouen (8) Rouen (Seine-Maritime)                | Templiers de Sénart Savigny-le-Temple (Seine-et-Marne)                  |                                         |
| 2017 Détails | Rouen Montigny                            | Templiers de Sénart (3) Savigny-le-Temple (Seine-et-Marne) | Barracudas de Montpellier Montpellier (Hérault)                         |                                         |
| 2018 Détails | Valenciennes Compiègne                    | Huskies de Rouen (9) Rouen (Seine-Maritime)                | Templiers de Sénart Savigny-le-Temple (Seine-et-Marne)                  |                                         |
| 2019 Détails | Montpellier Beaucaire                     | Templiers de Sénart (4) Savigny-le-Temple (Seine-et-Marne) | Huskies de Rouen Rouen (Seine-Maritime)                                 |                                         |
| 2020         | Pas d'édition                             |                                                            |                                                                         |                                         |
| 2021 Détails | La Rochelle Pineuilh                      | Barracudas de Montpellier (2) Montpellier (Hérault)        | Huskies de Rouen Rouen (Seine-Maritime)                                 |                                         |
| 2022 Détails | Gellainville Montigny-le-Bretonneux       | Huskies de Rouen (10) Rouen (Seine-Maritime)               | Lions de Savigny Savigny-sur-Orge (Essonne)                             |                                         |
| 2023 Détails | Sénart Limeil-Brévannes                   |                                                            | Cougars de Montigny-le-Bretonneux (1) Montigny-le-Bretonneux (Yvelines) | Huskies de Rouen Rouen (Seine-Maritime) |
| 2024 Détails | Rouen Chartres                            |                                                            | Barracudas de Montpellier (3) Montpellier (Hérault)                     | Cometz de Metz Metz (Moselle)           |

- Rouen Baseball 76: 10
- Sénart Templiers: 4
- Montpellier Barracudas: 3
- Savigny-sur-Orge Lions: 2
- Cougars de Montigny-le-Bretonneux : 1